# Per Mårtensson
Per Mårtensson, född 9 augusti 1967 i Östersund, svensk tonsättare, musikskribent och musiker (sång, elbas).
Han undervisar i komposition vid Kungliga Musikhögskolan i Stockholm och Gotlands Tonsättarskola, där han även är konstnärlig ledare. Han valdes in som medlem i Föreningen svenska tonsättare 1998.

## Priser och utmärkelser
- 1995 – Kungliga Musikaliska Akademiens utlandsstipendium
- 1997 – Peterson-Bergerstipendiet
- 1997 – Kungliga Musikaliska Akademiens utlandsstipendium
- 2000 – Mindre Christ Johnson-priset för Violinkonsert
- 2008 – Stora Christ Johnson-priset  för Flöjtkonsert

## Verkförteckning
- You're Warned för 7 saxofoner, 5 trumpeter, 4 tromboner, gitarr, piano, bas och trummor (1991)
- Sisyfos skrattar för flöjt (1991–92)
- 1st French Card Signed G B för mezzosopran, klarinett/basklarinett, slagverk, piano, violin, cello och elektronik (1994)
- Undervegetation för orkester (1994–95)
- I flykten för flöjt, violin, cello och piano (1995)
- Till-flykt för orkester (1995)
- Interzones, dansföreställning för slagverk (1996)
- Konsert för violin, 13 blåsinstrument och dator (1996–97)
- Tix för slagverk (1996–97)
- Kitchen Quartet för slagverkskvartett (1997–98)
- Dance and Sentimental Song för altflöjt och elektronik (1998)
- Per Meets John, cellokonsert (1998)
- I-Ching variations för brasskvintett och elektronik (1998–99)
- Trio för klarinett, viola och piano (1999)
- Fagottkonsert (1999–2002/2004)
- Quartet för flöjt, violin, cello och piano (2000)
- Flöjtkonsert (2001)
- Devotion för flöjt och elektronik (2002/2007)
- Inuti för symfoniorkester (2003)
- Movements för klarinett, horn, slagverk, violin, cello och orkester (2003–04)
- Loss för kammarensemble (2004–05/2011)
- In Dubious Battle för orkester (2006)
- Scheinbar /..../ vorwärts / för blockflöjt, viola da gamba och teorb/gitarr (2007)
- Sediments of Discourse, stråkkvartett nr 1 (2007–08)
- Två scener ur "Frantz Fanons etthundra drömmar" för recitatör, alt, dator och orkester till text av Lars Mikael Raattamaa (2008)
- Diptychon för basflöjt, basklarinett, slagverk, piano, violin, viola och cello (2009–10)
- Hornkonsert (2009–10)
- Define för horn och liveelektronik (uruppfört 2013)

## Filmmusik (urval)
- 1993 – Påklädningen
- 1994 – Illusioner

## Diskografi (urval)
- 1998 – the peärls before swïne experience (Caprice CAP 21587)
- 2007 – Flauto con forza (PSCD 173)